# آندرونیکو لوکسیچ اباروا
آندرونیکو لوکسیچ اباروا، (به انگلیسی: Andrónico Luksic Abaroa) (زاده ۵ نوامبر ۱۹۲۶ درگذشته ۱۸ اوت ۲۰۰۵) کارآفرین، سرمایه‌دار و مدیر ارشد اجرایی شیلیایی کروات بود، که گروه لوکسیچ را در کشور شیلی تأسیس نمود.
وی از طریق گروه لوکسیچ مالکیت بانکو دی شیلی و شرکت معدنی آنتوفاگاستا پی‌ال‌سی را در اختیار داشت و تا پیش از درگذشتش در سال ۲۰۰۵ سال‌ها به‌عنوان ثروتمندترین فرد شیلی شناخته می‌شد.